# Sito archeologico di Krapina
Il Sito archeologico di Krapina è un sito archeologico  sulla collina di Hušnjak, nei dintorni occidentali della città di Krapina, dove nel 1899 l'archeologo e paleontologo Dragutin Gorjanović-Kramberger, scoprì fino a 900 fossili di uomini di Neanderthal, alcuni dei quali risalenti a 125 000 anni fa.
Alcuni resti neanderthaliani ritrovati in questo sito, sono stati indicati come prova che tra questi ominidi si praticasse il cannibalismo.